# Herkules walczący z lwem nemejskim
Herkules walczący z lwem nemejskim (hiszp. Hércules lucha con el león de Nemea) – obraz olejny namalowany przez hiszpańskiego malarza Francisco de Zurbarána w 1634, znajdujący się w zbiorach Muzeum Narodowego Prado w Madrycie.

## Opis
Obraz Francisco de Zurbarána przedstawia pierwszą z dwunastu prac, jakie Herakles (w mitologii rzymskiej występuje jako Herkules) musiał wykonać dla króla Myken Eurysteusza w ramach pokuty za zabicie własnej żony i dzieci. Zadaniem herosa Heraklesa było zabicie lwa nemejskiego siejącego postrach w dolinie Nemei i zdarcie z niego odpornej na każde ostrze skóry.   
Malarz przedstawił tę scenę w surowym, kamienistym miejscu, które jest schronieniem lwa. Herakles po atakach z wykorzystaniem strzał, miecza i maczugi, które nie wyrządziły potworowi żadnej szkody, chwyta lwa w śmiertelnym uścisku. Na obrazie głowa zwierzęcia jest elementem, który wieńczy piramidalną kompozycję uformowaną przez dwie splecione postacie, chociaż lewe ramię Heraklesa jest częściowo zasłonięte przez głowę bestii, która na nim spoczywa. Dramatyzm sceny jest dodatkowo podkreślony przez wieczorne światło, które oświetla ciało Heraklesa, wydobywając jego potężną muskulaturę i wysiłek.
Herakles po zabiciu lwa zaniósł trofeum do Myken, gdzie ściągnął z potwora skórę, używając do jej przecięcia ostrych pazurów zwierzęcia. Chodził potem w skórze lwa nemejskiego, używając jej jako pancerza, a głowa bestii służyła mu jako hełm.